# 12864 Ryandrake
12864 Ryandrake este o planetă minoră (asteroid), cu un diametru de 7,864 km, din centura de asteroizi. A fost descoperită pe 23 mai 1998 la Magdalena Ridge Observatory⁠(d) de Lincoln Near-Earth Asteroid Research. 
Obiectul prezintă o orbită caracterizată de o semiaxă mare de 2,6922584 UAi, o excentricitate de 0,14, o înclinație de 8,98059 ° în raport cu ecliptica.